# Интегрално бошњаштво
Интегрално бошњаштво, односно интегралистичко бошњаштво или бошњачки интегрализам је политички појам, којим се означавају поједини екстремни облици бошњачког национализма, оличени у две посебне равни, од којих је прва етнополитичка, а друга етнорелигијска. Етнополитички аспект интегралног бошњаштва се огледа у тези о "изворном" етничком бошњаштву целокупног становништва Босне, уз отворено оспоравање етничке посебности Срба и Хрвата у БиХ, за које поборници интегралног бошњаштва тврде да представљају посрбљени, односно похрваћени део становништва Босне и Херцеговине. На другој страни, етнорелигијски аспект интегралног бошњаштва огледа се у тези о етничком бошњаштву свих јужнословенских муслимана са простора бивше Југославије, уз отворено оспоравање етничке посебности Горанаца, Торбеша, преосталог дела етничких Муслимана, као и Срба муслиманске вере, а такође и Хрвата муслиманске вере. Поменути аспекти интегралног бошњаштва, као екстремни видови савременог бошњачког национализма, представљају велики изазов за саму бошњачку политичку заједницу, а првенствено за умерени, односно грађански и либерално оријентисани део бошњачких првака, који се залажу за поштовање начела етничке и верске толеранције.
Концепт интегралног бошњаштва, односно бошњачког интегрализма, треба разликовати од концепта босанског интегрализма, којим се заговара стварање интегралне босанске нације.

## Антисрпство и антихрватство
Једна од основних одлика бошњачког интегрализма огледа се у изразитој нетрпељивости према српству и хрватству на просторима Босне и Херцеговине. Творац таквог идеолошког обрасца био је аустроугарски политичар Бенјамин Калај (1839-1903), који се залагао за стварање посебне бошњачке нације, као "једине изворне" нације на босанскохерцеговачким просторима.
Аустроугарска окупациона власт је за такву политику свеопште бошњакизације успела да придобије део босанског беговата, а један од првих заговорника бошњачког интегрализма био је Сафвет Башагић (1870-1934), који је припадао радикалном крилу бошњачког националног покрета, чија се идеологија огледала у отвореном порицању националне посебности босанско-херцеговачких Срба и Хрвата. О размерама Башагићевог екстремизма и шовинизма сведоче стихови које је испевао 1891. године, а који су објављени у сарајевском листу "Бошњак", под покровитељством тадашњих аустроугарских окупационих власти у Босни и Херцеговини:
Знаш Бошњаче, није давно било,

Свег ми св'јета! нема петнаест љета,

Кад у нашој Босни поноситој

И јуначкој земљи Херцеговој,

Од Требиња до бродскијех врата

Није било Срба ни Хрвата.

А данас се кроза своје хире

Оба странца ко у своме шире.
Сличне интегралистичке ставове заступали су и Башагићеви саборци, мећу којима се истицао политичар и књижевник Мехмед Капетановић Љубушак (1839-1902), који је српство и хрватство признавао само изван босанских граница, позивајући православце и католике у Босни и Херцеговини да пристану уз бошњачку националну идеју.

## Сољашње везе
- Горан Латиновић: Интегрално бошњаштво или муслиманско бошњаштво
- Ivan Lovrenović (2011): Između integralizma i autonomizma
- Политика (2014): Авдул Курпејовић, Муслимани су национална мањина
- Вечерње новости (2016): Милена Марковић, Горанцима прети асимилација